# Dresden (album)
Dresden från 2009 är ett livealbum med Jan Garbarek Group. Albumet spelades in under en konsert på Alter Schlachthof i Dresden.

## Låtlista
Låtarna är skrivna av Jan Garbarek om inget annat anges.
Cd 1
1. Paper Nut (Lakshminarayana Shankar) – 7:56
2. The Tall Tear Trees – 5:14
3. Heitor – 9:17
4. Twelve Moons – 10:44
5. Rondo Amoroso (Harald Sæverud) – 7:00
6. Tao (Yuri Daniel) – 4:46
7. Milagre dos peixes (Milton Nascimento/Fernando Brant) – 12:54

Cd 2
1. There Were Swallows – 7:19
2. The Reluctant Saxophonist – 8:20
3. Transformations (Rainer Brüninghaus) – 7:19
4. Once I Dreamt a Tree Upside Down – 7:18
5. Fugl – 6:01
6. Maracuja – 7:45
7. Grooving Out! (Manu Katché) – 3:26
8. Nu Bein – 5:52
9. Voy Cantando – 11:15

## Medverkande
- Jan Garbarek – sopran- och tenorsax, sälgflöjt
- Rainer Brüninghaus – piano, keyboards
- Yuri Daniel – elbas
- Manu Katché – trummor

## Mottagande
Skivan fick ett blandat mottagande när den kom ut med ett snitt på 3,6/5 baserat på tre recensioner.

## Listplaceringar
| Lista (2009) | Topplacering |
| ------------ | ------------ |
| Norge        | 8            |
| Frankrike    | 112          |
| Tyskland     | 22           |